# Aporia giacomazzoi
Aporia giacomazzoi is een vlindersoort uit de familie van de Pieridae (witjes), onderfamilie Pierinae.
Aporia giacomazzoi werd in 2003 beschreven door Della Bruna, Gallo & Sbordoni.